# Gabri Veiga
Gabri Veiga Novas (ur. 27 maja 2002 w O Porriño) – hiszpański piłkarz występujący na pozycji napastnika lub środkowego pomocnika w portugalskim klubie FC Porto. Srebrny medalista Mistrzostw Europy U-21 w piłce nożnej 2023.

## Kariera klubowa

### Celta
Veiga w seniorskiej drużynie rezerw Celty Vigo zadebiutował w wieku 17 lat 25 sierpnia 2019, zaczynając od wyjazdowego remisu 2:2 w Segunda División B z Internacional de Madrid.
Veiga strzelił swojego pierwszego gola 1 grudnia 2019, zdobywając bramkę otwierającą przegranym meczu 1:6 z CD Atlético Baleares.
W pierwszym zespole, w La Liga, zadebiutował 19 września następnego roku, wchodząc na boisko jako zmiennik Renato Tappi w wygranym meczu 2:1 u siebie z Valęcią CF.
Veiga strzelił swojego pierwszego gola 10 września 2022 w przegranym meczu 4:1 na wyjeździe z Atlético Madryt. Następnie 11 stycznia został przeniesiony do pierwszego składu, otrzymując koszulkę z numerem 24.

### Al-Ahli Dżudda
Pomimo dłuższego zainteresowania ze strony czołowych europejskich klubów, w tym Manchesteru City, Liverpoolu, Chelsea i Napoli, w dniu 26 sierpnia 2023 Veiga dołączył do drużyny Al-Ahli Dżudda, podpisując trzyletni kontrakt po aktywacji klauzuli odstępnego wynoszącej 40 milionów euro. Decyzja Veigi o odrzuceniu zainteresowania europejskich klubów na rzecz lukratywnej oferty kontraktu z Arabii Saudyjskiej spotkała się z krytyką za strony fanów, mediów i innych zawodników, postrzegana była jako brak ambicji sportowych. Pomocnik Realu Madryt Toni Kroos określił to posunięcie jako żenujące.

### FC Porto
5 czerwca hiszpański pomocnik dołączył za 15 milionów euro do FC Porto. W klubie zadebiutował podczas meczu Klubowych Mistrzostw Świata z Palmeiras, który odbył się 16 czerwca.